# Kiss (Prince)
Kiss är en låt av Prince and The Revolution. Låten, som återfinns på albumet Parade, utgavs som singel den 5 februari 1986. "Kiss" nådde första plats på Billboard Hot 100.

## Låtlista
Singel (7")
1. "Kiss" – 3:46
2. "♥ or $" – 3:57

Maxisingel (12")
1. "Kiss" (extended version) – 7:16
2. "♥ or $" (extended version) – 6:50

CD-singel
1. "Kiss" (extended version) – 7:16
2. "Girls & Boys" – 5:30
3. "Under the Cherry Moon" – 2:57

Mini-CD-singel
1. "Kiss" (extended version) – 7:16
2. "Girls & Boys" – 5:30
3. "Under the Cherry Moon" – 2:57

## Coverversioner
- I november 1986 utgav Age of Chance en cover.
- I oktober 1988 släppte Art of Noise och Tom Jones sin tolkning av låten.